# جيمي دوغلاس (لاعب كرة قدم)
جيمي دوغلاس (6 أكتوبر 1948 في المملكة المتحدة - ) هو مدرب كرة قدم ولاعب كرة قدم كندي في مركز الوسط، شارك في الألعاب الأولمبية الصيفية 1976. وشارك مع منتخب كندا لكرة القدم. أما مع النوادي، فقد لعب مع تورونتو بليزارد وتورونتو بلِيزارد ‏.

## وصلات خارجية
- جيمي دوغلاس على موقع الاتحاد الدولي (مؤرشف)  (الإنجليزية)
- جيمي دوغلاس على موقع ناشيونال فوتبول تيمز (الإنجليزية)
- جيمي دوغلاس على موقع عالم كرة القدم.نت (الإنجليزية)
- جيمي دوغلاس على موقع اللجنة الأولمبية الدولية (الإنجليزية)
- جيمي دوغلاس على موقع أوليمبيديا (الإنجليزية)
- جيمي دوغلاس على موقع اللجنة الأولمبية الكندية (الإنجليزية)